# Piauí
Piauí è uno stato del Brasile, situato nella parte nord-orientale del paese, nell'arida regione del sertão.
Piauí è il più povero tra gli Stati del Brasile, caratteristica questa che emerse sin dagli inizi della colonizzazione portoghese nel XVI secolo. Del tutto privo di un settore industriale, lo Stato basa la sua economia sull'agricoltura e, soprattutto, sull'allevamento del bestiame (tanto da meritarsi l'appellativo di "civiltà del cuoio").
Nonostante l'economia basata sul settore primario, non esistono forti squilibri nella distribuzione della ricchezza tra gli abitanti delle campagne e quelli delle città, cosa piuttosto insolita in Brasile. Lo stato, che ha l'1,6% della popolazione brasiliana, è responsabile solo dello 0,7% del PIL brasiliano. 

## Geografia fisica

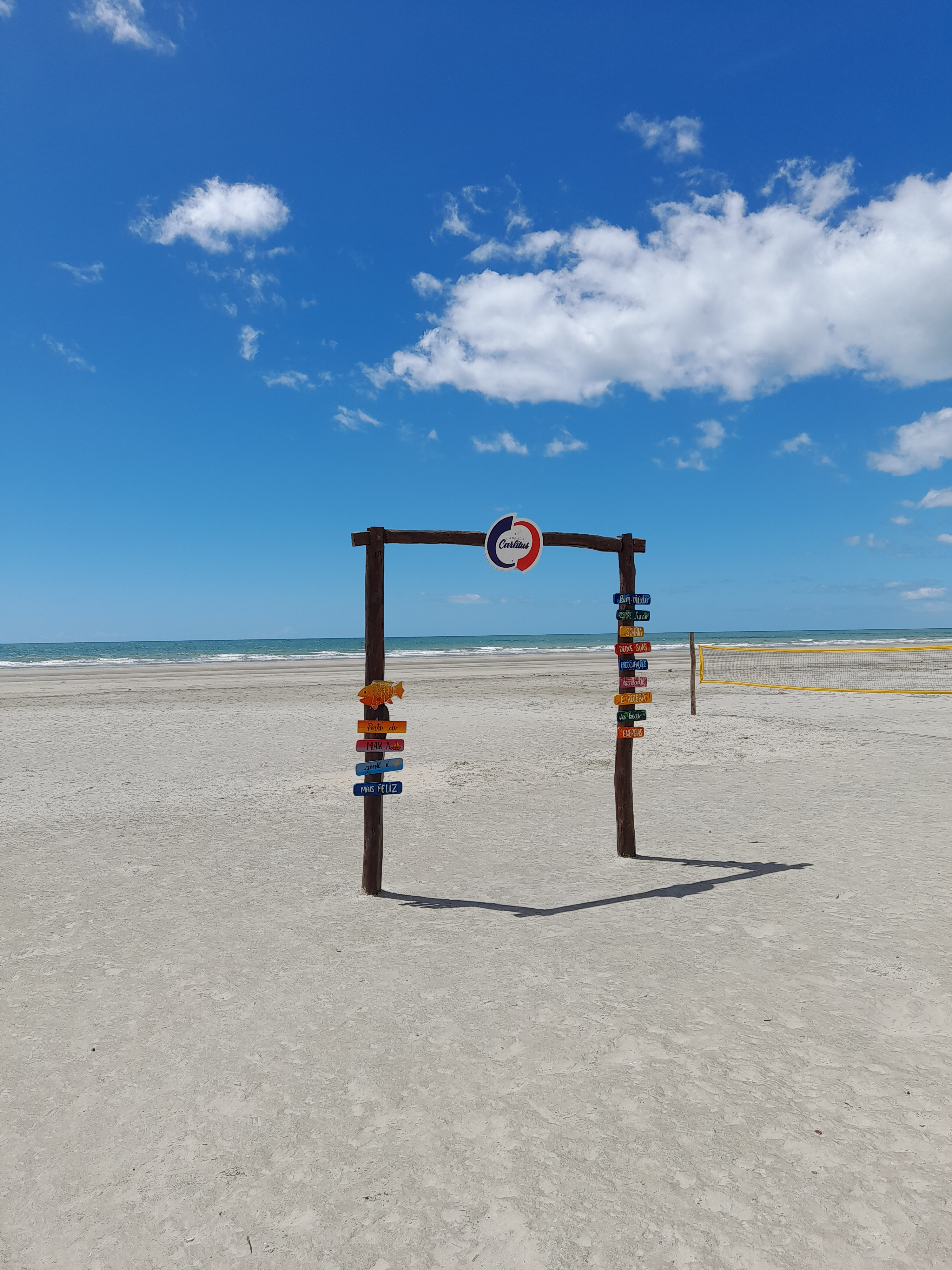
Luís Correia, Piauí.

Gran parte dello Stato possiede un clima semi-arido con piogge tra dicembre e aprile e secche per il resto dell'anno. Tipica del Piauí
è la caatinga (un tipo di boscaglia).
Il Piauí possiede la più breve fascia costiera (solo 66 km) di tutti gli stati brasiliani che si affacciano sul mare, tant'è che Teresina è l'unica capitale del nord-est ad essere situata nell'entroterra.

## Storia
Lo Stato è ricco di siti archeologici, fra cui il Parco Nazionale di Capivara, dove sono conservati i resti di civiltà amerinde preistoriche.
I primi insediamenti nella zona si ebbero ad opera di banditi in fuga dallo Stato di San Paolo, fra i quali Domingos Afonso Mafrense e Francisco Dias d'Ávila ( from state of Bahia ). Mafrense fondò quella che oggi è la città di Oeiras, mentre i primi capi di bestiame furono introdotti da Velho.
Nel Seicento, giunsero molti nobili impoveriti, gesuiti e schiavi africani. Ad essi si aggiunsero grandi proprietari terrieri provenienti da Bahia e Maranhão alla ricerca di nuovi pascoli.
Teresina fu la prima città brasiliana la cui edificazione fu pianificata a tavolino. Venne infatti progettata nel 1852 da un architetto che optò per una pianta a scacchiera. Situata nella zona di incontro tra i fiumi Parnaíba e il Poti, Teresina è conosciuta come la "città verde" per via dei numerosi alberi di mango che si trovano lungo le sue strade.

## Economia
Il sud dello stato si trova nella regione brasiliana del Cerrado, essendo quindi un importante produttore di cereali. Insediata da discendenti di tedeschi e italiani del Brasile meridionale, questa regione è responsabile della produzione statale di circa 2,4 milioni di tonnellate di soia e 1,5 milioni di tonnellate di mais all'anno, oltre a 109.000 tonnellate di riso. Inoltre, lo stato produce annualmente circa 839.000 tonnellate di canna da zucchero, 365.000 tonnellate di manioca, fagioli, tra gli altri. È il secondo produttore di anacardio in Brasile. con 25.000 tonnellate all'anno. (dati 2019). · 
Nel 2018, Piauí aveva un PIL industriale di 5,6 miliardi di reais, rappresentando lo 0,4% dell'industria nazionale e impiegando 56.851 lavoratori nell'industria. I principali settori industriali sono: costruzioni (44,4%), utilities ai servizi industriali, come elettricità e acqua (28,5%), cibo (9%), bevande (6,2%) e abbigliamento (1,3%). Questi 5 settori concentrano l'89,4% dell'industria statale. 

## Bandiera

La Bandiera del Piauí

La bandiera del Piauí venne creata il 24 luglio 1922. La stella su campo blu è Antares e rappresenta lo Stato di Piauí, mentre le strisce verdi e gialle simboleggiano la sua unione con il Brasile. La data citata in basso, 10 marzo 1823, è quella della battaglia di Jenipapo, uno scontro svoltosi durante la guerra d'indipendenza brasiliana.

## Città
Oltre alla capitale, altri centri importanti sono:
- Parnaíba
- Oeiras, Piauí